# Pimpla distincta
Pimpla distincta là một loài tò vò trong họ Ichneumonidae.